# نيكولاس إرفينغ
نيكولاس إرفينغ (بالإنجليزية: Nicholas Irving)‏ هو كاتب سير ذاتية أمريكي، ولد في 1987 في Fort Meade, Maryland ‏ في الولايات المتحدة.

## وصلات خارجية
- نيكولاس إرفينغ على موقع IMDb (الإنجليزية)